# Jetter AG
Die Jetter AG war ein deutsches Unternehmen mit Unternehmenssitz in Ludwigsburg mit Tochterunternehmen in China und Ungarn sowie einer Vertriebs- und Applikationsniederlassung in Italien. Seit 2014 gehört es zum Geschäftsbereich Bucher Specials von Bucher Industries. Die Jetter AG wurde zum 1. Juli 2023 in Bucher Automation AG umfirmiert.

## Geschichte
Das Unternehmen wurde 1980 durch Martin Jetter als „Entwicklungsbüro für Mikroelektronik“ gegründet. Im November 1998 wurde die Jetter GmbH in die Jetter AG umgewandelt und seit August 1999 notiert die Jetter AG am Neuen Markt. Im Februar 2014 endete die Börsenzulassung des Unternehmens. Im Jahr 2014 wurde das Unternehmen ein Teil der Bucherfamilie und im Jahr 2023 in Bucher Automation umfirmiert.

## Unternehmen

Historisches Logo

Die Jetter AG entwickelt, vertreibt und installiert speicherprogrammierbare Steuerungen (SPS), die aus Hardware mit dazugehöriger Software bestehen. Die SPS werden in der Regel in Systemen zur Steuerung von industriellen automatischen Prozessen sowie zur Steuerung von industriellen Anlagen eingesetzt.
Zu den Jetter-Produkten gehören Basiseinheiten, Servosteuerungen, Visualisierungseinheiten und Remotes. Die einzelnen Komponenten können dabei zu kompletten Steuerungssystemen zusammengeführt werden.

## Tätigkeitsgebiet
Das Unternehmen hat zwei Hauptgeschäftsfelder, die mobile Automation und die Industrieautomation.

## Weblink
- www.jetter.de